# 王后宫 (南锡)

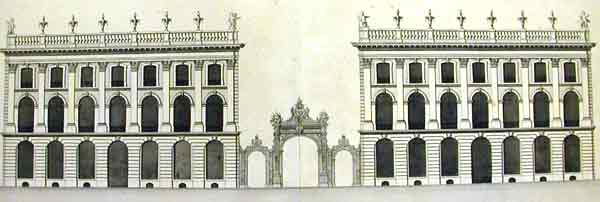

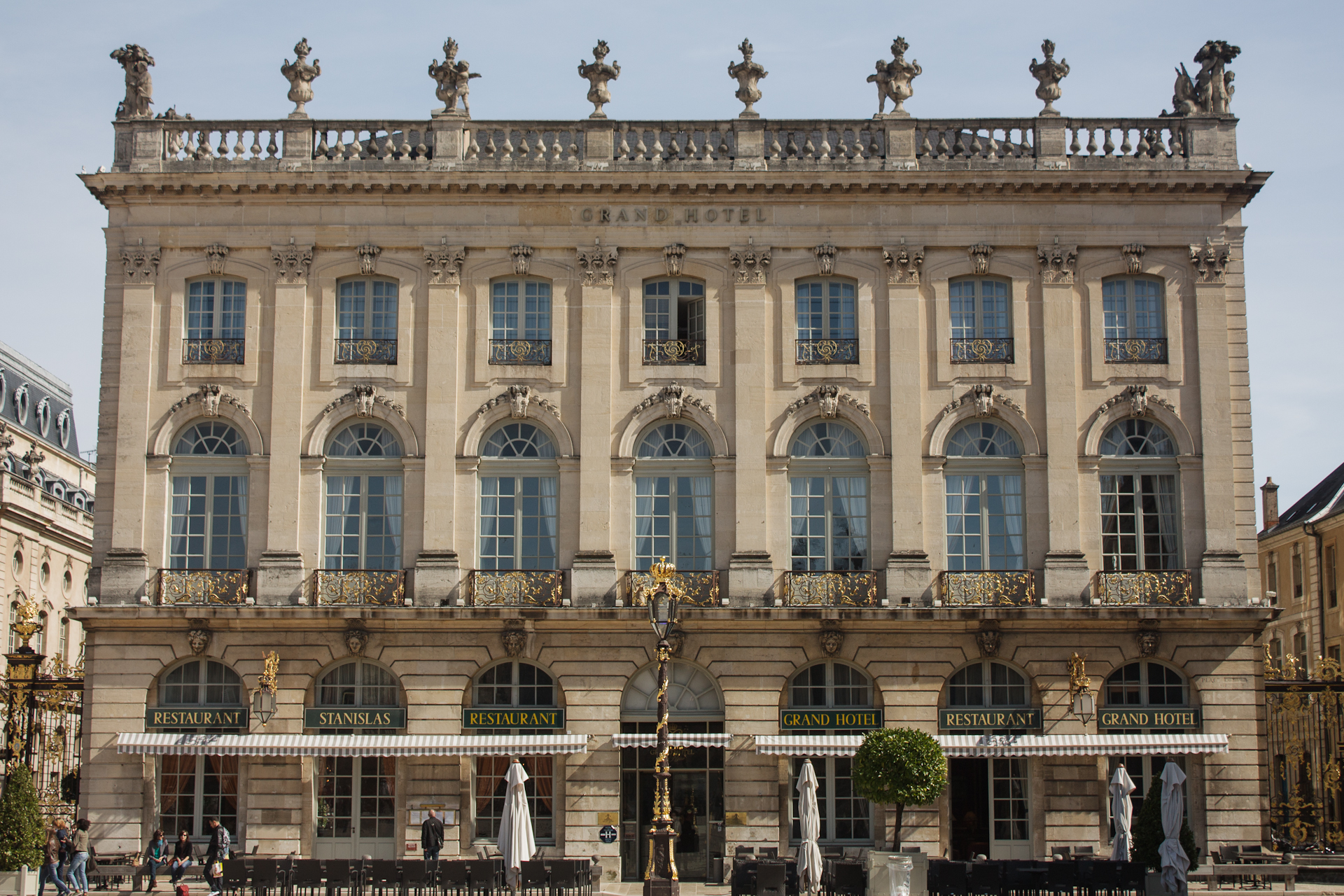

王后宫（Hôtel de la Reine）是法国南锡的一座历史建筑，位于市政厅右侧，斯坦尼斯拉斯广场 2号，环绕广场的建筑全部由埃瑞（Emmanuel Héré）设计。
此处曾开设音乐学校。王后玛丽·安托瓦内特于1769年去那里，以听取尼古拉斯·吉尔伯特的诗作，这座建筑因而得名。
1929年9月18日，该建筑的立面和屋顶列为法国历史古迹。
目前此处开设四星级酒店。